# Svenska rallyt
Rally Sweden (innan 2010 kallat Svenska rallyt) är Sveriges största årligen återkommande sportevenemang, och tillika landets största rallytävling. Det ingår i Rally-VM (WRC). Efter över 50 år i Värmland äger tävlingen sedan 2022 rum i Västerbotten, med Umeå som huvudort. Det kördes första gången 1950 (sommartävlingen Midnattssolsrallyt), sedan 1965 som vintertävling. Rally Sweden är det enda renodlade vinterrallyt i WRC-kalendern.

## Historik
Svenska rallyt kördes första gången 1950 som Midnattssolsrallyt, då i sommarmiljö. Tävlingen hade detta namn fram till 1964. 1965 kördes rallyt för första gången som en vintertävling och har gjorts så sedan dess. Vid de två första vintertävlingarna 1965 och 1966 var Örebro centralort för rallyt och för första gången tillämpades start och målgång i samma stad. Vinterrallyt 1966 räknas ännu idag som det kallaste rallyt någonsin med temperaturer ned till -41°C. Från 1967 till 2016 var start och målgång i Karlstad. Från 2010 utgick tävlingen återigen från Hagfors[källa behövs].
2017 flyttades målgång och prisutdelning från Stora torget i Karlstad till Torsby flygplats. 
År 1973 instiftade FIA (Internationella Bilsportsförbundet) ett Rally-VM där Svenska rallyt ingick, vilket gjorde att tävlingen fick ett ökat utländskt intresse. Dock beslutade KAK det året att rallyt skulle köras med dubbfria däck, eftersom de vill påskynda utvecklingen av odubbade vinterdäck. Ett dubbat rallydäck idag har cirka 400 dubbar med 5–6 mm långt dubbutstick, jämfört med ett vanligt vinterdäck, som har cirka 100 dubbar och 1,5 mm utstick. 
Svenska rallyt har ställts in fyra gånger. Första gången var 1974 och då ställdes det in på grund av oljekrisen 1973–1974. Andra gången var 1990. Den gången var det den milda vintern i stora delar av Sverige som gjorde att man inte kunde köra rallyt, eftersom de tjälfria vägarna inte höll för rallytrafik. Efter det förlades sträckorna längre norrut i Värmland, ungefär i nivå med Hagfors, vilket innebar att klassiska sträckor såsom Bäckelid, Storfors och Hult försvann. 
2007 beslutade FIA att minska antalet tävlingar per säsong från 16 till 12. Enligt det nya upplägget skulle Svenska rallyt och det nyintroducerade Rally Norway dela på VM-statusen, där Svenska rallyt skulle arrangeras under jämna år och Rally Norway under udda år. Som en följd av detta hölls inte Svenska rallyt 2009. Den 27 april 2010 meddelades dock att Rally Norway hade gått i konkurs. Efter 2010 återinfördes alltså Svenska rallyt, som sedan dess enbart marknadsfört som Rally Sweden som ett årligt evenemang i WRC-kalendern. 2021 ställdes dock tävlingen in med anledning av covid-19-pandemin.

## Flytten till Västerbotten (2022-)
Efter över 50 år i Värmland flyttade Rally Sweden 2022 till Västerbotten, med Umeå som huvudort. Orsaken var de allt mer snöfattiga vintrarna i Värmland. Rally Sweden är det enda renodlade vinterrallyt i Rally-VM, och snöklädda vintervägar anses så centralt att FIA krävde att rallyt flyttades norrut till en mer snösäker region. I mars 2020 inleddes därför en utredning där även Östersund och Luleå var tänkbara alternativ. 
Flera skäl har angetts till att Umeå till sist valdes, såsom en centralt belägen serviceplats (Noliaområdet) och goda transportförbindelser via tåg, E4 och inte minst färjelinjen Holmsund-Vasa, då rally är mycket populärt i Finland. En delsträcka (Örträsk) ställdes in på grund av hur vädret hade påverkat renskötseln i området. I övrigt ansågs flytten ha varit framgångsrikt, och på rallyts sista dag meddelades att avtalet med Umeå som värdstad förlängts fram till 2024. Vinnaren av Rally Sweden 2022 var den då 21-årige finländaren Kalle Rovanperä. Det var Rovenperäs första seger under den säsong som gjorde honom till den yngste världsmästaren i rallyhistorien. Under Svenska rallyt 2001, det vill säga 21 år tidigare, vanns tävlingen av Harri Rovanperä - Kalles far. 

## Segrar i Svenska rallyt
| År   | Vinnare                                  | Bilmärke    | Land           |
| ---- | ---------------------------------------- | ----------- | -------------- |
| 1950 | Per-Fredrik Cederbaum                    | BMW         | Sverige        |
| 1951 | Gunnar Bengtsson                         | Talbot-Lago | Sverige        |
| 1952 | Grus-Olle Persson                        | Porsche     | Sverige        |
| 1953 | Sture Nottorp                            | Porsche     | Sverige        |
| 1954 | Carl-Gunnar Hammarlund                   | Porsche     | Sverige        |
| 1955 | Allan Borgefors                          | Porsche     | Sverige        |
| 1956 | Harry Bengtsson                          | Volkswagen  | Sverige        |
| 1957 | Ture Jansson                             | Volvo       | Sverige        |
| 1958 | Gunnar Andersson                         | Volvo       | Sverige        |
| 1959 | Erik Carlsson                            | Saab        | Sverige        |
| 1960 | Carl-Magnus Skogh                        | Saab        | Sverige        |
| 1961 | Carl-Magnus Skogh                        | Saab        | Sverige        |
| 1962 | Bengt Söderström                         | BMC         | Sverige        |
| 1963 | Berndt Jansson                           | Porsche     | Sverige        |
| 1964 | Tom Trana                                | Volvo       | Sverige        |
| 1965 | Tom Trana                                | Volvo       | Sverige        |
| 1966 | Åke Andersson                            | Saab        | Sverige        |
| 1967 | Bengt Söderström                         | Ford        | Sverige        |
| 1968 | Björn Waldegård                          | Porsche     | Sverige        |
| 1969 | Björn Waldegård                          | Porsche     | Sverige        |
| 1970 | Björn Waldegård                          | Porsche     | Sverige        |
| 1971 | Stig Blomqvist                           | Saab        | Sverige        |
| 1972 | Stig Blomqvist                           | Saab        | Sverige        |
| 1973 | Stig Blomqvist                           | Saab        | Sverige        |
| 1974 | Inget rally på grund av bensinkrisen     |             |                |
| 1975 | Björn Waldegård                          | Lancia      | Sverige        |
| 1976 | Per Eklund                               | Saab        | Sverige        |
| 1977 | Stig Blomqvist                           | Saab        | Sverige        |
| 1978 | Björn Waldegård                          | Ford        | Sverige        |
| 1979 | Stig Blomqvist                           | Saab        | Sverige        |
| 1980 | Anders Kulläng                           | Opel        | Sverige        |
| 1981 | Hannu Mikkola                            | Audi        | Finland        |
| 1982 | Stig Blomqvist                           | Audi        | Sverige        |
| 1983 | Hannu Mikkola                            | Audi        | Finland        |
| 1984 | Stig Blomqvist                           | Audi        | Sverige        |
| 1985 | Ari Vatanen                              | Peugeot     | Finland        |
| 1986 | Juha Kankkunen                           | Peugeot     | Finland        |
| 1987 | Timo Salonen                             | Mazda       | Finland        |
| 1988 | Markku Alén                              | Lancia      | Finland        |
| 1989 | Ingvar Carlsson                          | Mazda       | Sverige        |
| 1990 | Inställt på grund av vädret.             |             |                |
| 1991 | Kenneth Eriksson                         | Mitsubishi  | Sverige        |
| 1992 | Mats Jonsson                             | Toyota      | Sverige        |
| 1993 | Mats Jonsson                             | Toyota      | Sverige        |
| 1994 | Thomas Rådström                          | Toyota      | Sverige        |
| 1995 | Kenneth Eriksson                         | Mitsubishi  | Sverige        |
| 1996 | Tommi Mäkinen                            | Mitsubishi  | Finland        |
| 1997 | Kenneth Eriksson                         | Subaru      | Sverige        |
| 1998 | Tommi Mäkinen                            | Mitsubishi  | Finland        |
| 1999 | Tommi Mäkinen                            | Mitsubishi  | Finland        |
| 2000 | Marcus Grönholm                          | Peugeot     | Finland        |
| 2001 | Harri Rovanperä                          | Peugeot     | Finland        |
| 2002 | Marcus Grönholm                          | Peugeot     | Finland        |
| 2003 | Marcus Grönholm                          | Peugeot     | Finland        |
| 2004 | Sébastien Loeb                           | Citroën     | Frankrike      |
| 2005 | Petter Solberg                           | Subaru      | Norge          |
| 2006 | Marcus Grönholm                          | Ford        | Finland        |
| 2007 | Marcus Grönholm                          | Ford        | Finland        |
| 2008 | Jari-Matti Latvala                       | Ford        | Finland        |
| 2009 | Rallyt ingick inte i VM-serien.          |             |                |
| 2010 | Mikko Hirvonen                           | Ford        | Finland        |
| 2011 | Mikko Hirvonen                           | Ford        | Finland        |
| 2012 | Jari-Matti Latvala                       | Ford        | Finland        |
| 2013 | Sébastien Ogier                          | Volkswagen  | Frankrike      |
| 2014 | Jari-Matti Latvala                       | Volkswagen  | Finland        |
| 2015 | Sébastien Ogier                          | Volkswagen  | Frankrike      |
| 2016 | Sébastien Ogier                          | Volkswagen  | Frankrike      |
| 2017 | Jari-Matti Latvala                       | Toyota      | Finland        |
| 2018 | Thierry Neuville                         | Hyundai     | Belgien        |
| 2019 | Ott Tänak                                | Toyota      | Estland        |
| 2020 | Elfyn Evans                              | Toyota      | Storbritannien |
| 2021 | Inställd på grund av coronaviruspandemin |             |                |
| 2022 | Kalle Rovanperä                          | Toyota      | Finland        |
| 2023 | Ott Tänak                                | Ford        | Estland        |
| 2024 | Esapekka Lappi                           | Hyundai     | Finland        |
| 2025 | Elfyn Evans                              | Toyota      | Storbritannien |